# Бруклинская музыкальная академия
Бруклинская музыкальная академия (BAM) — центр прогрессивного и авангардного творчества в Бруклине, Нью-Йорк. Первое выступление в Академии состоялось в 1861 году, а в своём нынешнем месте центр существует с 1908 года.
С 2015 года президентом Академии является Кэти Кларк. В 2019 году арт-директором центра стал Дэвид Биндер.

## История

### XIX — начало XX века
Основанное в 1861 году, первое помещение Академии на улице Монтегю 176—194 в Бруклинских высотах был задуман как дом филармонического общества Бруклина. В здании, спроектированном архитектором Леопольдом Эйдлицем, разместился большой театр, вмещающий 2109 человек, малый концертный зал, раздевалки и комнаты для хора, а также огромная кухня. Академия занималась любительскими и профессиональными музыкальные и театральные постановками, с участием таких исполнителей, как Эллен Терри, Эдвин Бут и Фриц Крейслер.
После того, как 30 ноября 1903 года здание сгорело дотла, было принято решение о переезде в новое здание в фешенебельном районе Форт Грин. Краеугольный камень был заложен на проспекте Лафайет, 30 в 1906 году, а осенью 1908 года состоялся ряд мероприятий по открытию, кульминацией которых стал грандиозный гала-вечер с участием Джеральдины Фаррар и Энрико Карузо в постановке Метрополитен-опера «Фауст» Шарля Гуно. Метрополитен-опера продолжала постановки в Бруклине с участием звёздных певцов, таких как Карузо, вплоть до 1921 года.
Бруклинская академия находится недалеко от центра Бруклина, рядом с атлантическим терминалом Лонг-Айленд-Рэйл-Роуд, ареной Барклайс-центра и башней Уильямсбургского сберегательного банка, бывшего ранее самым высоким зданием в городе. Академия считается частью Бруклинского культурного района.

### Вторая половина XX века — XXI век
В 1967 году исполнительным директором был назначен Харви Лихтенштейн. Под его управлением в течение 32 лет Бруклинская музыкальная академия изменилась коренным образом, привлекая аудиторию новыми программами. Начиная с 1983 года многопрофильный культурный центр академии каждую осень проводит фестиваль Next Wave, где демонстрируются работы американских и зарубежных художников. Театральный сезон «зима-весна» проходит с января по июнь. Образовательные программы, гуманитарные научные программы и мероприятия для детей проводятся в течение всего года, равно как и презентации, а также повторные показы фильмов и сериалов. С 1999 по 2015 год президентом Академии была Карен Брукс Хопкинс. Исполнительным продюсером до 2018 года являлся Джозеф В. Мелильо.
В число артистов, чьи работы были показаны в академии, входят Филип Гласс, Триша Браун, Питер Брук, Пина Бауш, Мерс Каннингем, Билл Т. Джонс / Арни Зейн, Лори Андерсон, Ли Брейер, ETHEL, Нусрат Фатех Али Хан, Стив Райх, Сил, Марк Моррис, Роберт Уилсон, Питер Селларс, BLACKstreet, Ингмар Бергман, Ральф Лемон, Иво ван Хов и Мариинский театр, режиссёр и дирижёр Валерий Гергиев, и многие другие. Лихтенштейн дал возможность Театральному центру Челси разместиться на территории музыкальной академии с 1967 по 1977 годы. Другим постоянным мероприятием, проходящим в Бруклинской музыкальной академии, является фестиваль независимого кино BAMcinemaFest.

## Здания

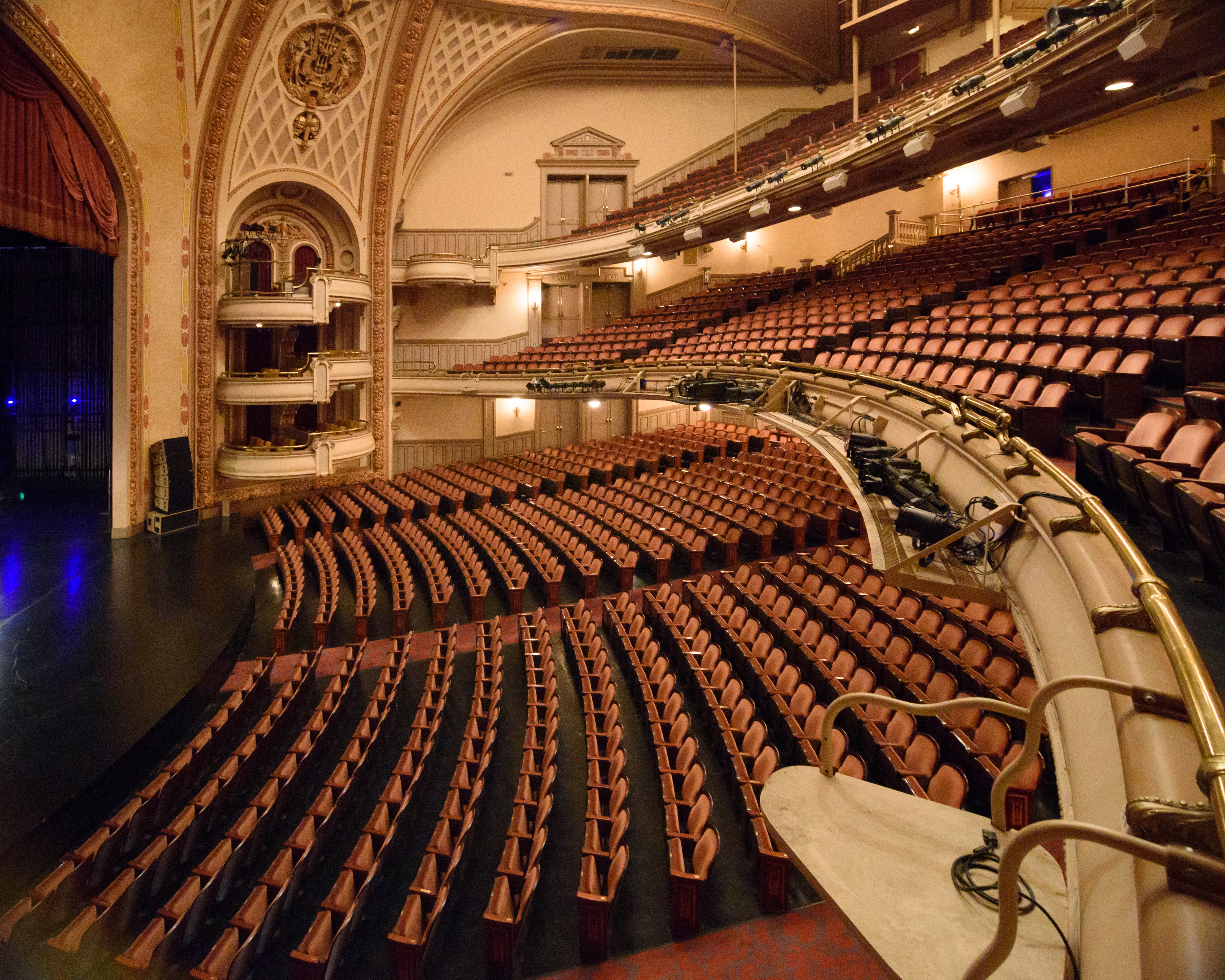
Оперный театр Говарда Гилмана

Бруклинская музыкальная академия размещается в нескольких зданиях и помещениях.
В здании Peter Jay Sharp расположен оперный театр Говарда Гилмана и кинотеатр BAM Rose (ранее — The Carey Playhouse). Здание, построенное фирмой Herts &amp; Tallant в 1908 году, имеет U-образную форму, с открытым двором между двумя крыльями. Основание сделано из серого гранита с кремовым кирпичом, отделанным терракотой, а часть отделки выше выполнена из мрамора. Театр расположен в историческом районе Форт Грин. Оперный театр Говарда Гилмана рассчитан на 2109 зрителей. Помимо этого, в здании находится кинотеатр BAM Rose, который открылся в 1998 году и состоит из четырёх залов, в которых проходят премьерные и повторные показы фильмов и сериалов.
Также в здании Peter Jay Sharp Building находится Lepercq Space, в прошлом — танцевальный зал, позже ставший местом проведения разнообразных мероприятий. В нём находится BAMcafé и студия Hillman Attic Studio, использующаяся для репетиций и выступлений.
874-местный театр BAM Harvey, ранее известный как Majestic Theatre, был переименован в честь Харви Лихтенштейна в 1999 году. В ходе реконструкции под руководством архитектора Хью Харди было решено оставить выцветшую краску внутри помещения, а также местами обнаженную каменную кладку, что придало театру неповторимое ощущение «современных руин». В апреле 2014 года CNN назвал BAM Harvey одним из «15 самых зрелищных театров мира». Среди всех зданий Академии, BAM Harvey наилучшим образом подходит для традиционных театральных постановок.
Здание BAM Fisher Building, открытое в 2012 году, содержит Fishman Space, театр на 250 зрителей, и Fisher Hillman Studio, место для репетиций и выступлений.
Здание BAM Hamm Archives находится за пределами Краун-Хайтс. В нём занимаются поддержанием общедоступного цифрового архива Levy.
Здания BAM Sharp и Fisher расположены в историческом районе Бруклинской академии музыки, созданном Комиссией по сохранению достопримечательностей Нью-Йорка в 1978 году. Театр BAM Harvey находится за пределами этого района.